# علی‌آباد بگان
علی‌آباد بگان روستایی در دهستان مورتان بخش پارود شهرستان راسک استان سیستان و بلوچستان ایران است.
بگان و هنگ  چگونه آباد شدند؟ 
سرهنگ غلامعلی صلاحی 
تا سال ۱۳۷۰، مردم این منطقه مرزی و دورافتاده اصلاً خبر نداشتند که انقلاب شده است. این تا زمانی بود که سرهنگ غلامعلی صلاحی، پس از ۲۰ سال خدمت در ارتش عمان، به وطن بازگشت. با وجود اصرار مقامات بلندپایه عمان، به‌ویژه پادشاه عمان سلطان قابوس، غلامعلی صلاحی تصمیم گرفت به وطنش بازگردد.
بازگشت غلامعلی صلاحی نقطه عطفی برای پیشرفت این منطقه بود، زیرا او سالیان درازی از عمرش را وقف آبادانی ملت منطقه هنگ و بگان کرد. با احداث مدارس، جاده‌ها، و شرکت‌های عشایری، چشم‌های مردم را به روشنایی و امید باز کرد. تا قبل از زمان او، در این منطقه نه جاده‌ای وجود داشت و نه مدرسه‌ای.
غلامعلی صلاحی برای حل مشکلات منطقه بارها به مرکز استان و تهران سفر کرد و با تلاش‌های خستگی‌ناپذیرش منطقه را آباد کرد. علیرغم مخالفت‌های برخی از سران جاهل منطقه که معتقد بودند مدرسه و جاده نیاز نیست، غلامعلی دلسرد نشد و به کارش ادامه داد.
وی هنوز پس از ۳۳ سال از بازگشتش، خستگی‌ناپذیر و بدون هیچ چشم‌داشتی در حال خدمت به مردم منطقه است و منطقه نیز پیشرفت‌های گسترده‌ای را شاهد بوده است. این تلاش‌ها و دستاوردهای غلامعلی صلاحی نشان از عزم و اراده قوی او در خدمت به مردم و ارتقاء سطح زندگی آنان دارد.

## جمعیت
بر پایه سرشماری عمومی نفوس و مسکن در سال ۱۳۹۵ جمعیت این روستا ۶۷۲ نفر (۲۴۷خانوار) بوده‌است.